# Giovanni Corsi (politico)
Giovanni Corsi (Calcinaia, 28 gennaio 1867 – Pisa, 12 dicembre 1953) è stato un ingegnere e politico italiano.

## Biografia
Laureato in ingegneria civile, è stato presidente della provincia di Pisa dal 22 febbraio 1923 al 7 agosto 1926 e poi ancora dal 29 aprile 1929 al 3 luglio 1938 e della commissione reale per la provincia di Pisa. Dal 1939 è Senatore del Regno d'Italia.
Dichiarato decaduto dall'Alta corte di giustizia per le sanzioni contro il fascismo con sentenza del 25 luglio 1945.